# 中島仰山
中島 仰山（なかじま ぎょうざん、天保3年7月10日（1832年8月5日） - 大正3年（1914年）4月22日）は、日本の明治時代の絵師、一説に写真家。旧姓は船橋。通称は鍬次郎。同時代の関根雲停や増山雪斎に並び、博物図譜的な動物画を数多く残した。

## 来歴

### 出自
一橋家付け切りの船橋半右衛門の次男として生まれる。ここでいう「付け切り」とは、身分は幕臣だが、代々一橋家だけに仕える身分である。一橋家の家臣は、幕臣に比べて薄給だが格式は高かった。船橋家9代当主正道は600俵の用人格で、旗本寄合席なら3000石相当の布衣を許されている。

### 開成所での勤務
高橋由一と同時期、文久2年（1862年）頃から開成所に学んだと推測される。元治元年（1864年）2月に出された老中への願書には、物産や写真の需要が増え今の人員では手が回らないので、西洋画に格別の腕前で熱心に勤務する画学世話心得・仰山と由一の2人を、画学並出仕に昇進させて欲しい、と記されている。この申請は老中から却下されたが、慶応2年（1866年）6月の時点で仰山は画学局設置の母体となった絵図調方で、教導職である絵図調出役になっている。翌年8月、歩兵差図役並勤方へ移動となり、その後任に島霞谷が任命されている。

### 写真家・仰山
この間、仰山は御用のため大坂に赴いており、慶喜の写真御用を務める1人だったとも言われる。石井研堂によると、仰山は「邦人中最も古い写真家の一人だ。慶喜公上洛の時、従って京都に在り、写を乞はるること多く、謝礼を受くる毎に、その額をも定めもせず、これを袖に納め宿に帰りて後、今日は一つかみあった、今日は二つかみあったといってる位、無慾人であった。その器械は、蘭人から買ったものだが、当時の写真器は、レンズ四枚あり、四枚の焼点が、一点に集中せなければならず、それが難しいので高価なのだと言はれて買ったと自ら言って居た」という。また、慶喜将軍時代、彼の命で二条城内や同本丸などを撮影し、ナポレオン3世から贈られたフランス軍服を身に付けた慶喜像を撮影したという。これらの記述に裏付けは取れないものの、先述の願書や仰山の後任に油絵と写真が巧みな霞谷が登用された経緯から、仰山が慶喜の写真御用を勤めていた可能性は高いと考えられる。

### 維新後の仰山
明治維新前後に、中島家に養子に入り、中島姓を名乗る。徳川慶喜に従い、上野大慈院、水戸弘道館、静岡宝台院、静岡紺屋町と移動し、二級侍従として勤める傍ら、慶喜に油絵を教えた。なおこの時、仰山は古風なピストルを所持し、これを持って慶喜のお供をしたという。
明治5年（1872年）東京へ移住し、内務省博物館掛で出仕し、ここで動物画を中心に博物図譜的な挿絵を多く描いた。他の画家たちと共作をした「大日本国産童蒙一覧」では仰山は草綿一覧、製茶一覧、葛布一覧、糖製一覧などを描き、明治21年（1888年）まで博物館で仰山の名を見ることが出来る。展覧会にも何度か出品したらしく、明治7年（1874年）湯島聖堂大成殿での新古書画展に「油絵、人物・柳橋真果図」を、明治15年（1882年）の第一回内国絵画共進会では、第三区支那南北派として「孔雀」「月ニ蝙蝠」を出品している。明治17年（1884年）刊行の杉浦高陽閲 渡辺祥霞編 『明治画家略伝』では、「北 中島仰山 浅草区西三筋町十六番地 花鳥 天保三年七月生ル 幕府ノ臣ナリ 岡田鶴川ノ門人タリ」 と記載されている。明治16年頃東京海洋大から魚類の写生図を依頼され、絵の手ほどきをした（画家が専門でないため弟子ではないが、後藤、伊藤、鈴木ら3名の門人がいる）同僚の伊藤熊太郎と二人で見本を提出したところ、熊太郎は及第、仰山は落第とされた。その後、絵を廃して博物局を退き二度と絵を描くことはなく、茶の湯や生花などを教えたという。晩年は静岡の曲金（現静岡市駿河区曲金）の仏寺の一室に住み、袋井町の村松弥幸が引き取り隣の家で数年一人暮らしをした後亡くなった。
なお、門人の熊太郎は大学で活動後しばらくして米国政府の招聘に応じて渡米しそこでも活躍するが、帰朝後まもなく没した。

## 作品
- 「大日本国産童蒙一覧」　横判　摺物　明治5年から明治9年　狩野良信、溝口月耕、宮本三平らと合作
- 「綿羊ノ図」　横判　明治9年
- 『第二内博諸県海産動物写生』　1冊　明治14年　東京国立博物館所蔵
- 『日本竹譜』　3冊（上・中・下）　片山直人 著 ; 中嶋仰山 画
- 『禽類聚説』　２冊（乾・坤）　1174丁[6]。　現栖古生物研究所所蔵
- 『禽譜』　１帖（彩色画163図）　東京大学附属図書館
- 『魚類聚説』　１冊　763丁[6]